# Vertikale Ökumene
Die Vertikale Ökumene ist ein durch Othmar Keel entwickeltes und vielfach veröffentlichtes Konzept zur Erlangung gegenseitiger Anerkennung und nachhaltiger Verständigung zwischen den monotheistischen Religionen und den polytheistischen Religionen – und grundsätzlich aller Religionen – als gleichberechtigte Gesprächspartner.
Der Blick auf die in den Schriften enthaltene Polemik, Arroganz und Selbstgerechtigkeit zur Begründung eigener Identitäten sowie deren Motive zeigt, welche Rolle diese bei zu vielen unnötigen gegenseitigen Verletzungen und gewalttätigen Auseinandersetzungen spielten.
Das Element „Vertikal“ fokussiert auf die historischen Beziehungen zwischen den verschiedenen, oft verabsolutierten Phasen der großen religiösen Traditionsströme.

## Zweck

### Differenzen zwischen Religionen
Aufgrund religiös motivierter Differenzen sind über Jahrtausende von Menschen beispiellose Gräueltaten verübt worden. In Gesprächen unter Vertretern verschiedener Religionen versucht man seit mehr als 100 Jahren diesem Übel entgegenzutreten.
In seinen Studien berücksichtigt Keel besonders, welche Umstände, Umfelder und Motive die Entstehung und Weiterentwicklung der monotheistischen Religionen prägten und begleiteten. Da es offensichtlich ist, dass sich Religionen an manchen Stellen ihrer Schriften als einzigartig verabsolutieren, anstatt sich gegenseitig als komplementär anzuerkennen, erscheint das Vorgehen gemäß der Vertikalen Ökumene als verheißender Zugang zum Ziel eines friedlichen, verständnisvollen und produktiven Verhältnisses zwischen den Religionen.

### Ökumene
In der zurzeit praktizierten Ökumene treffen sich Christen verschiedener Konfessionen, um in Gesprächen gemeinsame Inhalte zu suchen und zu vertiefen. In einer weiteren Version von Ökumene werden die anderen abrahamitischen Religionen Judentum und Islam beigezogen. Diese Vorgehensweise bezeichnet Keel als horizontale Ökumene, die in unverbindlichen Freundlichkeiten oder Stellungsdebatten stagnieren können.

## Abraham

### Geschichte

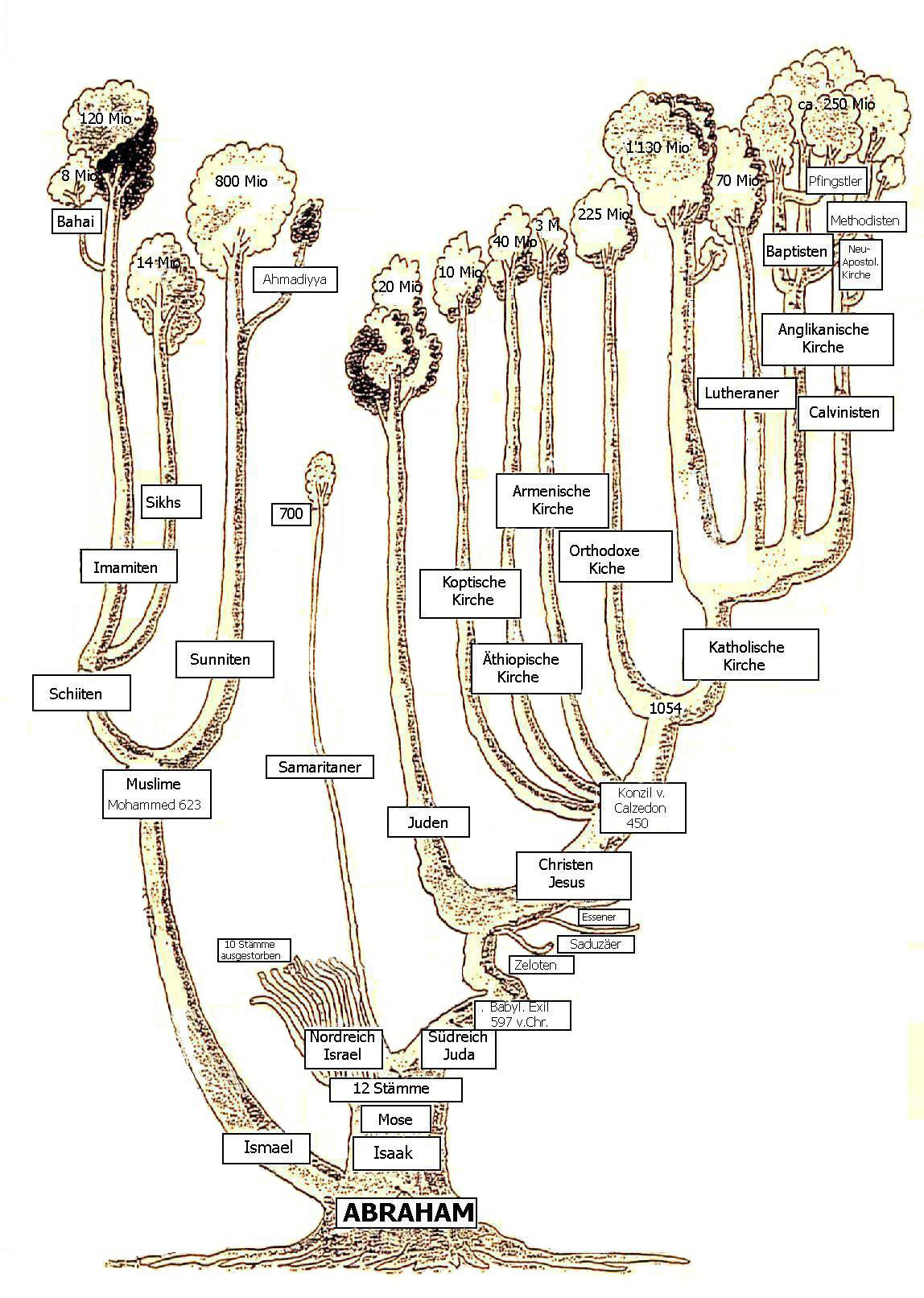
„Söhne“ benutzen Abraham (Mengenangaben 2010 gemäß Wikipedia-Artikel)

Der historisch kaum fassbare Abraham spielt in allen drei monotheistischen Religionen eine wichtige aber je verschiedene Rolle, indem er aber allen drei monotheistischen Religionen ein Instrument liefert, ihr historisches heidnisches Erbe zu leugnen. Abraham wird dazu benutzt, um nicht zu sagen missbraucht, sich von ihren Vorgängerreligionen (ihren wirklichen Ahnen) abzukoppeln um sich durch Abraham direkt auf Gott zurückzuführen. Diese unfromme Selbstverabsolutierung macht einen wirksamen Dialog unmöglich. Abraham wird vom Judentum zum ersten Juden, vom Christentum zum ersten Christen, und vom Islam zum ersten Muslim gemacht. In allen drei Religionen dient er der Abgrenzung von Heidentum und Götzendienst, im Christentum und Islam auch der Abhebung vom Judentum.
Die ältesten Texte über Abraham reichen bestenfalls ins 10. Jh. v. Chr. Für den Islam ist Abraham dessen Begründer (Sure 22,27 bzw. 26–29), dadurch konnte er für sich in Anspruch nehmen, älter und würdiger zu sein als das Judentum (Gründer Mose) oder das Christentum (Gründer Jesus), welche beide die Religion Abrahams vermischt haben sollen (Sure 9,30).

### Abrahamitische Ökumene

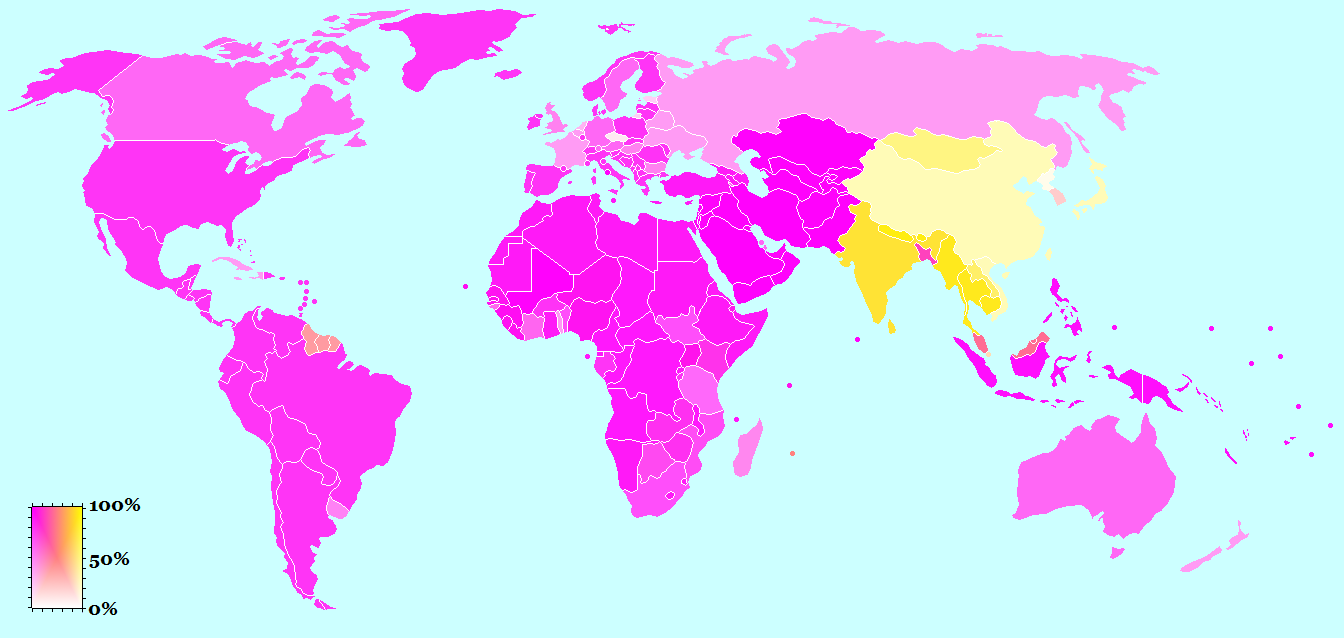
Gebiete mit vorherrschend abrahamitischen (rosa) oder fernöstlichen dharmischen (gelb) Religionen

Nach Keel greift die sogenannte abrahamitische Ökumene zu wenig tief, da sie ausblendet, dass alle drei monotheistischen Glaubensrichtungen nicht nur in engen Beziehungen zueinander stehen, sondern auch alle drei wesentliche Wurzeln in den heidnischen Religionen haben.
Alle monotheistischen Religionen vereint der Glaube an einen einzigen, unsichtbaren Gott, den Schöpfer alles Sicht- und Unsichtbaren. Dieser Glaube hat nichts mit dem biblischen Abraham zu tun. Daraus entsteht die Problematik Abrahams als Integrationsfigur. Die Anerkennung der wirklichen polytheistischen Wurzeln der drei monotheistischen Religionen wird vom postulierten Ursprung in Abraham überdeckt. Dem ökumenischen Gespräch würde diese Anerkennung eine ernsthafte Beschäftigung mit den tatsächlichen historischen Anfängen ermöglichen, was die Abrahamsprojektionen leider verhindern. Zusätzlich zur horizontalen könnte eine vertikale, historische, antifundamentalistische Dimension und eine wirkliche Kommunikation, auch mit den mit dem Polytheismus sympathisierenden «Naturalisten», eröffnet und ermöglicht werden.

## Entstehung Monotheismus

### Judentum
Im 7./6. Jahrhundert v. Chr. begannen Juden in Jerusalem sich von den polytheistischen, paganen Riten und Denkweisen der Völker um sie herum abzuwenden, hin zum Glauben an einen einzigen Gott. Diese Abwendung bedeutete einerseits einen Gewinn, da wahrnehmbare Geschöpfe die Wirklichkeit kaum in ganzer Tiefe zeigen. Andererseits war dies auch ein Verlust an wesentlicher menschlicher Erfahrung der bis heute nachklingt, indem wir z. B. die Natur kaum mehr ernst nehmen.

### Christentum
Nach Jesu Tod und Auferstehung formierten sich verschiedene Christengemeinden mit zum Teil auch gnostischen oder apokryphen Überlieferungen. Durch die Annahme des christlichen Glaubens durch Kaiser Konstantin (312 n. Chr.) und die Erklärung des Christentums zur Reichskirche unter Kaiser Theodosius (380 n. Chr.) erreicht diese Glaubensrichtung einen entscheidenden Durchbruch. Nach mehreren folgenden Konzilien zur Erlangung eines einheitlichen Glaubens entschied das Konzil von Chalcedon (451 n. Chr.) die Anerkennung von zwei Naturen in Christus (Gott und Mensch) und zur Trennung von allen gnostisch-apokryph ausgerichteten Kirchen.
Die frühchristliche Dogmengeschichte war nicht allein eine geistig-spirituelle Auseinandersetzung, da auch die politischen Machtansprüche die theologischen Entscheidungen beeinflussten.

### Islam
Der Islam entstand in einem dominant religiösen Kontext der Verehrung arabischer Gottheiten und man versuchte, jüdische und christliche Einzelinteressen und Auslegungsdifferenzen durch Rückgriff auf die ursprüngliche und einfache Religion Abrahams und gleichzeitiger Anerkennung der großen Wegbereiter in Judentum (Moses) und Christentum (Jesus, Sohn der Maria) neu darzustellen. Auf der Basis eines neuen heiligen Textes in arabischer Sprache entstand so eine religiöse Gemeinschaft. Nach muslimischem Selbstverständnis offenbarte Muhammad die einzelnen Suren des Koran von ca. 610 n. Chr. bis zu seinem Tod 632. Er blieb bis 622 in Mekka, wo seine frühesten Offenbarungen entstanden, die sich vorwiegend gegen die arabisch-polytheistische Welt wendeten. Auch in dieser Religion spielten und spielen politische Überlegungen eine wichtige Rolle.

## Abgrenzung
Die Texte monotheistischer Religionen basieren oft auf altorientalischen Motiven. So entstammt z. B. die Sintflutgeschichte einer alten babylonischen Überlieferung und viele der Rechtsordnungen, die im Buche Exodus als Offenbarung an Mose am Sinai dargestellt werden, finden sich Jahrhunderte früher schon in Rechtssätzen wie sie z. B. auf der Hammurapi-Stele in Stein gemeißelt wurden. Die jüdisch-christlichen-islamischen Religionsgemeinschaften haben sich bis in ihre Gründungspapiere auf Kosten der Texte ihrer Vorgänger verabsolutiert und ihre Identität weitgehend darauf aufgebaut, dass sie sich voneinander abgrenzten, denunzierten, geringschätzten. Dadurch glaubten sie, Gott einen Dienst zu erweisen, auch wenn sie ihre Gläubigen zu Gewalt gegen Andersgläubige aufriefen.
Alle drei Bekenntnisse grenzen sich konsequent von den heidnischen Religionen ab, was nicht nur im Hinblick auf einen großen Teil der heutigen aufgeklärten, säkularen Gesellschaft, sondern auch auf die eigene Geschichte und damit die Identitäten der je eigenen Religionsgemeinschaft ein Problem darstellt. Dies in Form eines Verlustes an Sensibilität für die Kräfte der Natur und deren Allgegenwart.

### Problematische Stellen aus den Religionstexten (Auswahl)
- Judentum:

Gegen pagane Völker: Gen 9,25f ; 11,10-26 ; Lev 18 ; Dtn 4,19 ;7,1-11 ; 12, 2f.31 ; 18,9-12.14 .
Ermahnungen: Ex 22,17  und 19; Dtn 13,7-17 ; 20,13-18 ; 28,15-68 .
- Christentum:

Gegen Judentum: Mt 21,33-46 ; Lk 12,10  und Parallelstellen; Joh 8,43f ; Apg 7,51f ; 1 Thess 2,14-16 ; Heb 8,7-13 .
Gegen pagane Völker: Eph 4,17 ; 5,3f .
Ermahnungen: Joh 3,8 ; 4,22 ; Röm 11 ; 1 Kor 11,27 .
- Islam:

Gegen pagane Völker, Frauen, Juden, Christen: Suren 2,142-145; 4,51; 4,116-121; 9,3-5; 9,30; 60,10.
Ermahnungen: Sure 9,28.
- Versöhnliche Texte aus der Bibel, welche unter allen Menschen aller Bekenntnisse Verständigung ermöglichen könnten: Weish 11,24-26 EU; Mt 5,44 EU; Röm 11,33 EU; Gal 3,28 EU; 1 Tim 4,10 EU.

## Verwendete Metaphern
Um die gegenseitige Bedingung und Verbindung der monotheistischen Religionen zu verdeutlichen, braucht Keel die Metaphern der Familie, der Generationen, der Lebensalter und der Stockwerke als Abfolge der Lebens- und Entwicklungsphasen usw. Damit wird verdeutlicht, dass der Wechsel von einer Phase zur anderen, z. B. die Wechsel von der Kindheit zum Erwachsenenstatus oder vom aktiven Alter zur Pensionierung, beides Gewinn und Verlust erfahren lassen. Durch diese Betrachtung lässt sich erkennen, dass keine Phase nur gut oder nur schlecht ist, und dass eine neue Phase die vorherige nicht überflüssig macht – was ja auch für die verschiedenen Glaubensbekenntnisse zutreffen dürfte.

## Voraussetzungen und Anwendung
Es würde Gottes Wille entsprechen, Versöhnung zwischen den Religionen zu suchen, zu stiften und somit Erlösung anzustreben.

### Voraussetzungen
Bei Treffen sollten Teilnehmer aus allen relevanten Schichten vertreten sein, so z. B. auch Frauen, Arme, Benachteiligte und „Fußvolk“. Als Menschen mit gleichen Grundbedürfnissen dürfen wir uns gegenseitig respektieren und Bereitschaft zeigen, unsere eigene Position mit Sicht auf unsere göttliche Bestimmung zu relativieren. Wir sollten bereit sein, den Prozessen zu folgen, die zur Identitätsbildung unserer Religionen unter z. T. radikalen Abgrenzungen geführt haben, um daraus Schlüsse für zukünftige Verhaltensweisen zu bestimmen. Angesichts der Notwendigkeit eines global friedlichen Miteinanders unter Menschen müssten wir lernen, Andere als Andere zu anerkennen.

### Derzeitige Anwendung und Absicht
Die Vertikale Ökumene wird derzeit gepflegt zwischen Christentum und Judentum, innerhalb der christlichen Kirchen des Ostens und Westens und in Begegnungen des Christentums mit dem Islam.
Die Eigenwerte und Perspektiven der verschiedenen monotheistischen Religionen sollen in ihrer theologischen Würde respektiert, der eigene Absolutheitsanspruch relativiert und das Gemeinsame bewusst gemacht werden. Ein interreligiöser Dialog soll zukunftsgerichtet sein und auf Ehrlichkeit gegenüber der je eigenen Geschichte basieren.
Für eine interkonfessionelle Ökumene ist auch wahrzunehmen, dass die jeweiligen Dogmengeschichten nicht nur geistige und spirituelle Erkenntnisentwicklungen waren, sondern diese auch von politischen Machtansprüchen beeinflusst wurden und z. T. auch noch werden.